# Sergi Samper i Montaña
Sergi Samper i Montaña (Barcelona, 20 de gener de 1995) és un futbolista professional català, que juga com a migcampista al Motor Lublin. És internacional amb la selecció catalana.

## Trajectòria esportiva

### FC Barcelona
Samper va arribar a l'escola del Barça amb 6 anys i ha passat per totes les categories abans d'estrenar-se amb el primer equip.
El 17 de setembre de 2014 l'entrenador Luis Enrique el va fer debutar amb el primer equip del Barça en un partit de primera jornada de Lliga de Campions contra l'APOEL FC Nicòsia, al Camp Nou, que el Barça va guanyar per 1-0.
El 30 de juliol de 2016 va jugar el seu primer partit amb el primer equip del Barça, ja com a jugador del primer equip, en un partit amistós de pretemporada contra el Celtic de Glasgow, que va acabar en victòria blaugrana per 1-3.
El 25 d'agost de 2016 es va anunciar la seva cessió per un any al Granada Club de Fútbol per la temporada 2016-2017, on va acabar jugant-hi 23 partits. El 2017 va retornar a la disciplina blaugrana, però el fitxatge de Paulinho va fer que fos descartat, i quedés sense fitxa ni dorsal al primer equip.
L'agost de 2017 fou cedit novament, aquest cop a la UD Las Palmas, on l'havia reclamat l'entrenador català del club, Manolo Márquez. Al cap de pocs dies, però, es va lesionar per un mes durant l'escalfament previ a un partit amistós, cosa que li va impedir debutar aviat amb l'equip canari. El gener de 2018 es va lesionar de gravetat, amb fractura de peroné i un trencament de lligament del turmell esquerre, en partit contra la SD Eibar i fou operat de la lesió, amb un pronòstic de recuperació de quatre mesos, que implicava que es perdria la resta de la temporada.
El 28 d'agost de 2018, tot i que va perdre's la gira nord-americana de pretemporada, a causa d'unes molèsties al genoll esquerre, i que estava recuperant-se d'un esquinç al lligament lateral intern del turmell esquerre, el Barça va anunciar que es quedava a l'equip per la temporada 2018-19, i se li assignava el dorsal número 16.

### Vissel Kobe
El 4 de març de 2019, Samper va arribar a un acord per rescindir el seu contracte i deixar el Barça, després de 18 anys al club. Immediatament es va anunciar el seu fitxatge pel Vissel Kobe japonès, on hi jugava el seu excompany al Barça Andrés Iniesta, amb un contracte per quatre anys.
Jugant al costat dels antics jugadors del Barça Iniesta i David Villa, Samper va guanyar la Copa de l'Emperador al seu primer any al Japó, però va estar absent de la final amb el Kashima Antlers. El 8 de febrer següent va començar com a titular a la Supercopa, una victòria en la tanda de penals contra el Yokohama F. Marinos després d'un empat 3–3.

### Andorra
Samper va tornar a la segona divisió espanyola el 28 de juliol de 2023, després d'acordar un contracte de dos anys amb el FC Andorra.

### Motor Lublin
L'1 d'agost de 2024, Samper va fitxar pel club polonès de primera divisió Motor Lublin amb un contracte d'un any. Va debutar-hi un mes després, jugant 45 minuts en una derrota per 5-2 fora de casa contra el Legia Varsòvia després de substituir Mathieu Scalet.

## Internacional

### Selecció catalana
El 28 de desembre de 2016 va disputar com a suplent amb la selecció catalana el Trofeu Catalunya Internacional 2016, un partit contra la selecció de Tunísia que va acabar en empat 3 a 3 i finalment en victòria tunisenca a la tanda de penals.

## Palmarès
FC Barcelona
- Supercopa d'Espanya (2): 2016,[25] 2018[26]